# Neobatrachus centralis
Neobatrachus centralis är en groddjursart som först beskrevs av Parker 1940.  Neobatrachus centralis ingår i släktet Neobatrachus och familjen Limnodynastidae. IUCN kategoriserar arten globalt som livskraftig. Inga underarter finns listade i Catalogue of Life.